# 库谢
库谢（法語：Couchey，法語發音：[kuʃɛ]）是法国科多尔省的一个市镇，位于该省东部，属于第戎区。

## 地理
库谢（47°15'38"N, 4°58'53"E）面积12.7 平方千米，位于法国勃艮第-弗朗什-孔泰大區科多尔省，该省份为法国中东部省份，北起奥布省，西接涅夫勒省和约讷省，南至索恩-卢瓦尔省，东南接汝拉省，东临上索恩省，东北部与上马恩省接壤。
与库谢接壤的市镇（或旧市镇、城区）包括：科尔塞勒莱蒙、菲桑、弗拉维涅罗、马尔萨奈拉科特、佩里尼莱第戎、瓦尔福雷。

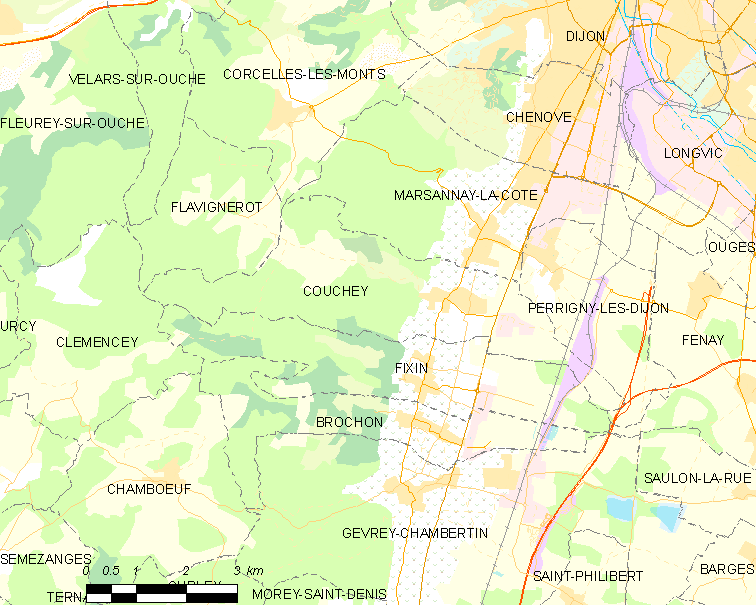
库谢的OSM定位图

库谢的时区为UTC+01:00、UTC+02:00（夏令时）。

## 行政
库谢的邮政编码为21160，INSEE市镇编码为21200。

## 政治
库谢所属的省级选区为隆维县。

## 人口

1962-2008年间库谢人口变化图示

库谢于2022年1月1日时的人口数量为1108人。